# 변산로
변산로(Byeonsan-ro)는 전북특별자치도 부안군 행안면송정교차로에서 부안군 진서면마동삼거리를잇는 전북특별자치도의 도로이다.

## 주요 경유지
전북특별자치도
- 부안군 (행안면 . 하서면 . 변산면 . 진서면)

## 연혁
- 2009년 12월 31일 : 부안군 부안읍 신기리 ~ 진서면 운호리 39.994km 구간 개통

## 노선
| 이름                  | 접속 노선              | 소재지 | 소재지 | 비고                    |
| --------------------- | ---------------------- | ------ | ------ | ----------------------- |
| 송정교차로            | 국도 제23호선 (부안로) | 부안군 | 행안면 |                         |
| 정금삼거리            | 안정로 계사등길        | 부안군 | 행안면 |                         |
| 두주막삼거리          | 새포로                 | 부안군 | 행안면 |                         |
| 대교                  |                        | 부안군 | 하서면 |                         |
| 대교삼거리            | 영성로                 | 부안군 | 하서면 |                         |
| 섶못삼거리            | 하서길                 | 부안군 | 하서면 |                         |
| 섶못오거리            | 내변산로               | 부안군 | 하서면 |                         |
| 하서삼거리            | 하서길                 | 부안군 | 하서면 |                         |
| 청일교                |                        | 부안군 | 하서면 |                         |
| 등용삼거리            | 석불로                 | 부안군 | 하서면 |                         |
| 금산교                |                        | 부안군 | 하서면 |                         |
| 백련교차로            | 변산바다로             | 부안군 | 하서면 |                         |
| 비득치교차로          | 변산바다로             | 부안군 | 하서면 |                         |
| 단절구간              |                        |        |        |                         |
| 소광교차로            | 소광길                 | 부안군 | 변산면 |                         |
| 변산교                |                        | 부안군 | 변산면 |                         |
| 묵정교차로            | 부안댐로               | 부안군 | 변산면 |                         |
| 대항교차로            | 변산바다로             | 부안군 | 변산면 |                         |
| 변산교차로            | 변산바다로 지서로      | 부안군 | 변산면 |                         |
| 운산교                |                        | 부안군 | 변산면 |                         |
| 운산교차로 (운산육교) | 변산해변로 지서로      | 부안군 | 변산면 | 지방도 제736호선과 중복 |
| 마포교차로            | 마포로                 | 부안군 | 변산면 | 지방도 제736호선과 중복 |
| 마포교                |                        | 부안군 | 변산면 |                         |
| 종암교차로 (종암1교)  | 격포로 마포로          | 부안군 | 변산면 |                         |
| 종암2교               |                        | 부안군 | 변산면 |                         |
| 격포교차로 (격포교)   | 격포교                 | 부안군 | 변산면 |                         |
| 도청교차로 (도청1교)  | 격포로                 | 부안군 | 변산면 |                         |
| 언포교차로            | 격포로 궁항로          | 부안군 | 변산면 |                         |
| 마동삼거리            | 청자로                 | 부안군 | 진서면 |                         |

## 주요 건물 및 시설
- 경동택배 전북부안안행안17영업소 (변산로 11/신기리 17-34)
- 핸대가스LPG충전소 (변산로 47/신기리 184-2)
- 부안소방서 (변산로 86/삼간리 313-1)
- 행안치안센터 (변산로 117/신기리 223-5)
- 부안행안우체국 (변산로 134/삼간리 343-1)
- 현대오일뱅크 부안농협 행안지점주유소 (변산로 156/삼간리 347-1)
- S-OIL 대교주유소 (변산로 437/언독리 82-20)
- 농협하서농협주유소 (변산로 710/석상리 288-1)
- 하서중학교 (변산로 852/석상리 406-1)
- 현대오일뱅크 (변산로 945/석상리 425-17)
- 수협 부안수협 직영 해변주유소 (변산로 1242/백련리 669-1)
- HD현대오일뱅크 새만금주유소 (변산로 1747/대항리 186-3)
- CU 부안상록점 (변산로 3199/도청리 485-1)
- S-OIL 상록주유소 (변산로 3214/도청리 547-4)